# Psicopatía
La psicopatía o sicopatía es un trastorno de la personalidad caracterizado por una anomalía de orden psicológico en el que las funciones perceptivas y mentales no se ven mayormente afectadas, pero se advierten alteraciones graves de la conducta social de la persona.
Históricamente, se ha tratado de encuadrar el concepto de psicopatía a un conjunto de características psicológicas y de comportamiento arquetípicas, universales a todas las personas afectadas. Aún hoy en día se da el reduccionismo de considerar como psicopatía solo a los casos en que se presentan, como elementos antonomásicos del concepto, la falta de afecto, remordimientos o empatía, sumado al uso malicioso de la seducción, la manipulación y la utilización de otras personas para propósitos personales, además de signos secundarios como el narcisismo o la alta capacidad intelectual.
No obstante, los estudios más recientes llevan a relativizar esta concepción estrecha, a fin de no confundir síntomas o signos de otras enfermedades o trastornos mentales, y de considerar también elementos ambientales que pudieran determinar una mayor o menor posibilidad de desarrollar caracteres psicopáticos.
En el Manual de CIE (clasificación internacional de enfermedades),
la psicopatía viene asemejada al trastorno disocial de la personalidad. Este trastorno destaca por la notable discrepancia entre el comportamiento de un sujeto y las normas sociales prevalecientes. Algunos de sus rasgos comunes, de los cuales es necesario que se den tres de ellos:
a) cruel despreocupación por los sentimientos de los demás y falta de capacidad de empatía,
b) actitud marcada y persistente de irresponsabilidad y despreocupación por las normas, reglas y obligaciones sociales,
c) incapacidad para mantener relaciones personales duraderas,
d) muy baja tolerancia a la frustración o bajo umbral para descargas de agresividad, dando incluso lugar a un comportamiento violento,
e) incapacidad para sentir culpa y para aprender de la experiencia, en particular del castigo,
f) marcada predisposición a culpar a los demás o a ofrecer racionalizaciones verosímiles del comportamiento conflictivo. (Torrubia y Fuentes, 2008; Cabello y Bruno, 2009; Martínez, 2010).
Asimismo, la psicopatía viene considerada dentro de la categoría de disturbio de la personalidad sociópata en el Manual diagnóstico y estadístico (DSM I), trastorno antisocial en el DSM II y continúa en la misma clasificación en el DSM III y el DSM IV (Oldham, 2005).
A menudo, la psicopatía es confundida con la sociopatía, que también es un trastorno de personalidad antisocial. Sin embargo, se diferencian porque en la primera se atiende a factores internos, principalmente genéticos, mientras que en la segunda se identifica con factores externos, principalmente ambientales o sociales; también, se distingue una menor capacidad de control de actos del sociópata, en comparación a la mayor destreza del psicópata.

## Etimología
La palabra «psicopatía» es una unión de las palabras griegas ψυχή [psijé] (‘alma’) y πάθος [pázos] (‘sufrimiento, sentimiento’).
En 1847 se encuentra el primer uso documentado del concepto psychopatisch (‘psicopático’), en Alemania.
y el sustantivo «psicópata» se menciona en 1885.
En medicina, patho- tiene un significado más específico de enfermedad. Así, patología ha significado el estudio de la enfermedad desde 1610, y psicopatología ha significado el estudio de los trastornos mentales en general desde 1847.
Un sentido de «un sujeto de patología, mórbido, excesivo» está atestiguado desde 1845,
incluyendo la mitomanía desde 1891 en la literatura médica.
El vocablo «psicopatía» tenía inicialmente un significado muy general que hacía referencia a todo tipo de trastornos mentales y aberraciones sociales, popularizado a partir de 1891 en Alemania por el concepto de Julius Ludwig August Koch (1841-1908) de «inferioridad psicopática» (psychopathische Minderwertigkeiten). Algunos diccionarios médicos siguen definiendo la psicopatía tanto en un sentido estricto como en amplio, como MedlinePlus de la Biblioteca Nacional de Medicina de Estados Unidos.
Por otro lado, el Stedman's Medical Dictionary (Diccionario Médico Stedman) define «psicópata» sólo como una «antigua designación» para una persona con un trastorno de la personalidad de tipo antisocial.

## Características generales del psicópata
A diferencia de la mayoría de trastornos psicológicos, no existe un comportamiento único definido en una persona a partir del cual se pueda distinguir de forma inequívoca a un psicópata o sicópata. Pese a que en sentido legal puede ser útil o necesaria la existencia de una referencia exacta con la que decir si una persona es psicópata o no, no hay evidencia científica para decir quién es psicópata y quién no. En otras palabras, un psicópata está mejor definido como una persona que es «más o menos psicopática».
Contrario a la cultura popular e incluso contrario a una parte importante de profesionales del sector (ver Exageración y mitificación popular), un estudio científico reveló en el año 2004
y luego respaldado por los resultados de otro estudio en el año 2006,
que es poco aceptado pensar en las personas como «psicópata o no psicópata», así como pensar que dos psicópatas tienen el mismo tipo de psicopatía o características psicopáticas, el mismo comportamiento, etcétera. En este artículo se utiliza el término psicópata entendiendo el término según esta definición.
Hay varios comportamientos y características que son «relativamente comunes» entre los psicópatas. Las personas con trastorno psicopático, o psicópatas, suelen estar caracterizadas por tener un «marcado comportamiento antisocial, una empatía y unos remordimientos reducidos, y un carácter más bien desinhibido».
Este carácter psicopático puede hallarse en diferentes dimensiones de la personalidad, y en diferentes combinaciones en el conjunto de la población. La definición exacta de la psicopatía ha ido variando sustancialmente a lo largo de los años y sigue siendo una materia bajo investigación. Algunas definiciones que continúan siendo usadas en la actualidad son parcialmente complementarias y a veces hasta contradictorias.
Los psicópatas tienden a crear códigos propios de comportamiento, por lo cual solamente sienten culpa al infringir sus propios reglamentos y no los códigos sociales comunes. Sin embargo, estas personas sí tienen conocimiento de los usos sociales, por lo que su comportamiento es adaptativo y pasa inadvertido para la mayoría de las personas.
Según un panel de 137 expertos, las características más destacadas que indican que podemos estar ante un psicópata son las siguientes:
- Ausencia de remordimientos
- Egocentrismo
- Falta de empatía
- Manipulación de los sentimientos de los demás
- Mentiras
- Ausencia de emociones
- Capacidad de disimulo
- Engrandecimiento propio

## Exageración y mitificación popular
Debido a que se trata actualmente de una materia bajo investigación y que no se ha empezado a conocer mejor hasta que no se han realizado estudios serios (aproximadamente a partir del año 2000 en adelante), la psicopatía es un tipo de personalidad habitualmente mitificada y mal entendida en la sociedad. De este modo, a través de películas y de la prensa popular (en algunos casos incluso prensa especializada en psicología), se ha transmitido una imagen exagerada o directamente errónea.
Un mito muy extendido es que los psicópatas no pueden o no sienten emociones. Tal como se ha explicado en la definición científica de la psicopatía, no se puede considerar a todos los psicópatas por igual. Hay psicópatas que pueden sentir perfectamente el espectro normal de emociones humanas y hay otros que no. Gracias a la nueva tecnología IRMF (imágenes por resonancia magnética funcional), se han realizado recientemente estudios que revelan que los psicópatas que tienen déficits emocionales, los tienen en todas las emociones.
Las personas generalmente asocian el término «psicópata» con la violencia y viceversa. Sin embargo, la psicopatía existe tanto en el mundo criminal como en el mundo civilizado, y muchos psicópatas no tienen ningún historial de violencia.
Esto no significa que no haya psicópatas con tendencia a la violencia, pero lo contrario (que todos los psicópatas sean violentos) es igualmente falso.

## Características clínicas de la psicopatía
Para Hellman y Blackman (1966), uno de los signos característicos a edades tempranas de rasgos psicopáticos y/o antisociales, se podrían reducir a una tríada caracterizada por enuresis, maltrato animal, y piromanía.
Sin embargo, en los manuales del DSM-IV, se ha puesto énfasis en que los rasgos antisociales pueden desvanecerse con la edad, en especial en aquellos sujetos con psicopatía.
Con el tiempo han aparecido sistemas de clasificación más complejos basados en descripciones, estudios y tests de Robert Hare (1934-) y de Hervey Cleckley (1903-1984). Independientemente de las características que cada uno de los dos anteriores menciona en sus estudios, hay un consenso general acerca de ciertas características evidentes y comunes en los psicópatas, como por ejemplo: su falta total (o muy elevada) de empatía, culpa, o remordimiento. Su tendencia a «cosificar» a las personas u otros seres vivos que le rodean, y su continua violación de los derechos y normas sociales, ya sea respecto de un individuo o de la sociedad. Algunas de las características que suelen poseer las personalidades psicópatas son el victimismo y la manipulación.

### Características según Cleckley
El trastorno psicopático produce una conducta anormalmente agresiva y gravemente irresponsable, que según el doctor Hervey Cleckley (1903-1984) determinan una serie de características clínicas, descritas en su libro The mask of sanity: an attempt to clarify some issues about the so-called psychopathic personality, donde se incluye que estas personalidades tienen:
- Encanto superficial e inteligencia.
- Ausencia de delirios u otros signos de pensamiento no racional.
- Ausencia de nerviosismo o manifestaciones psiconeuróticas.
- Escasa fiabilidad.
- Falsedad o falta de sinceridad.
- Falta de remordimiento y vergüenza.
- Conducta antisocial sin un motivo que la justifique.
- Juicio deficiente y dificultad para aprender de la experiencia.
- Egocentrismo patológico y carencia de empatía.
- Pobreza generalizada en las principales relaciones afectivas.
- Pérdida específica de intuición.
- Insensibilidad en las relaciones interpersonales generales.
- Conducta extravagante y desagradable bajo los efectos del alcohol y, a veces, sin él.
- Amenazas de suicidio raramente consumadas.
- Incapacidad para seguir cualquier plan de vida.

### Características según Hare
Para el doctor Robert Hare (1934-), investigador sobre psicología criminal, los criterios que definen a la personalidad psicopática pueden evaluarse mediante una lista de veinte características denominadas PCL-R (psychopathy checklist-revised: ‘lista revisada de verificación de la psicopatía’). Estas descripciones tuvieron como base el trabajo de Cleckley para definir la psicopatía a través de una serie de síntomas interpersonales, afectivos, y conductuales. Los síntomas que exhiben los psicópatas son, según Hare:
- Gran capacidad verbal y un encanto superficial.
- Autoestima exagerada.
- Constante necesidad de obtener estímulos, y tendencia al aburrimiento.
- Tendencia a mentir de forma patológica.
- Comportamiento malicioso y manipulador.
- Carencia de culpa o de cualquier tipo de remordimiento.
- Afectividad frívola, con una respuesta emocional superficial.
- Carencia de empatía. Crueldad e insensibilidad.
- Estilo de vida parasitario.
- Falta de control sobre la conducta.
- Vida sexual promiscua.
- Historial de problemas de conducta desde la niñez.
- Falta de metas realistas a largo plazo.
- Actitud impulsiva.
- Comportamiento irresponsable.
- Incapacidad patológica para aceptar responsabilidad sobre sus propios actos.
- Historial de muchos matrimonios de corta duración.
- Tendencia hacia la delincuencia juvenil.
- Revocación de la libertad condicional.
- Versatilidad para la acción criminal.

Robert Hare estima que el 1 % de la población es psicópata.
Otras estimaciones incluso llegarían al 6 %.[cita requerida]
Según el DSM-5 (Manual diagnóstico y estadístico de los trastornos mentales, versión 5), su prevalencia está entre el 0,2 % y el 3,3 %.

## Posibles causas que dan origen a las personalidades psicópatas
No existe evidencia real sobre las posibles causas del trastorno de personalidad antisocial; sin embargo, se cree que factores genéticos y ambientales, como el maltrato infantil y el abuso infantil, contribuyen a su desarrollo. Las personas de padres antisociales o alcohólicos corren mayor riesgo. Las prisiones contribuyen en mucho a desarrollar esta afección en las personas.
Las personas que tienen por costumbre maltratar a los animales durante la infancia suelen estar ligadas al desarrollo de la personalidad antisocial.
También se cree que este trastorno en ocasiones puede tener su origen en daños cerebrales en el lóbulo frontal.

## Tipos de relaciones que establecen los psicópatas
A pesar de que los psicópatas no conciben al resto como personas, sí establecen relaciones y vínculos, que suelen ser de tres tipos:
- Asociativos: cuando un psicópata entra en contacto con otro u otros para obtener un objetivo común (también se suele denominar alianza). Dado que los integrantes del vínculo son narcisistas y ególatras, el apego solamente está justificado por el utilitarismo de tener un propósito común.
- Tangenciales: cuando el psicópata encuentra una víctima ocasional en un encuentro puntual, donde utiliza sus tácticas coercitivas de forma temporal.
- Complementarios: determinan una relación de doble vía, que habitualmente ocurre con un neurótico (este suele ser manipulado por el psicópata en una mal denominada «simbiosis»). En este caso la persona psicópata suele aprovecharse de la situación en los neuróticos culpógenos, neuróticos víctimas los cuales tienen un duelo casi perenne ya que no pueden sustituir al objeto perdido, es decir, que se sienten culpables de algo con deseos (siempre inconscientes) de autodestrucción sintomáticos. Muchas veces estas personas presentan una depresión con sentimientos de culpa que es aprovechada por cualquier psicópata generador de culpa o psicópata culpógeno.[27][28]

## Psicopatía y seducción
La seducción es la base que permite el acto psicopático y se produce mediante una transferencia bidireccional donde la propuesta del psicópata encuentra eco en las apetencias del otro, dado que una característica fundamental de la personalidad psicopática es la habilidad para captar las necesidades del otro. Este mecanismo se articula cuando el psicópata convence al otro de que él le es infinitamente necesario para suplir necesidades irracionales que este no puede detallar.[cita requerida]
En la seducción el psicópata necesita que el otro esté de acuerdo, para lo cual usa la persuasión y el encanto, por lo que es bidireccional; hay un consentimiento por parte de la otra persona, a diferencia de lo que ocurre en las relaciones tangenciales donde el psicópata actúa unidireccionalmente mediante la violencia, que constituye una agresión desde una posición de poder. Aquella bidireccionalidad podría ser debida a que la mayoría de psicópatas son conscientes de las consecuencias judiciales de sus actos.[cita requerida]

## Psicopatía en la historia
El tema de la psicopatía estuvo presente en la historia desde la Antigüedad, aunque la conceptualización es más reciente, pero ya en Babilonia aparece la preocupación por las personalidades anormales, que se separan conductualmente del resto pero que no cabían en las categorías de cuerdo o loco.

Al principio, sonríe y saluda a todo el que encuentra a su paso, niega ser tirano, promete muchas cosas en público y en privado, libra de deudas y reparte tierras al pueblo y a los que le rodean, y se finge benévolo y manso para con todos [...] Suscita algunas guerras para que el pueblo tenga necesidad de conductor [...] Y para que, pagando impuestos, se hagan pobres y, por verse forzados a dedicarse a sus necesidades cotidianas, conspiren menos contra él [...] Y también para que, si sospecha de algunos que tienen temple de libertad y no han de dejarle mandar, tenga un pretexto para acabar con ellos entregándoles a los enemigos [...] ¿Y no sucede que algunos de los que han ayudado a encumbrarle y cuentan con influencia se atreven a enfrentarse ya con él, ya entre sí [...] censurando las cosas que ocurren, por lo menos aquellos que son más valerosos? [...] Y así el tirano, si es que ha de gobernar, tiene que quitar de en medio a todos estos hasta que no deje persona alguna de provecho ni entre los amigos ni entre los enemigos.
 Platón (427-347 a. C.): Politeia, págs. 562a-570c.

En 1801, Philippe Pinel (1745-1826) precisó que la psicopatía se trataría de una forma de manía, sin déficit en las facultades cognitivas, pero con un grave daño en la capacidad afectiva, lo que constituye una de las características descriptivas del psicópata.
En 1835, James Cowles Prichard (1786-1848) definió la «locura moral», una forma de perturbación mental en que no parece haber una lesión en el funcionamiento intelectual, y cuya patología se manifiesta en el ámbito de los sentimientos, el temperamento, o los hábitos.
Este psiquiatra británico explica que en casos de esta naturaleza, los principios morales o activos de la mente están extrañamente pervertidos o dañados, no hay un poder de autogobierno, y el individuo es incapaz de conducirse con decencia y propiedad en los diferentes aspectos de la vida.
El psiquiatra polaco Andrzej Łobaczewski (1921-2008) ha estudiado cómo los psicópatas influyen en el avance de la injusticia social, y sobre cómo se abren paso hacia el poder, cuya culminación política es lo que él denominaba «patocracia» (el gobierno de lo patológico). Lobaczewski es el inventor de la ponerología, el estudio interdisciplinario de las causas de períodos de injusticia social, donde el psicópata es un factor clave.

La patocracia es una enfermedad de grandes movimientos sociales seguidos por sociedades enteras, así como naciones e imperios. Durante el transcurso de la historia de la humanidad, ha afectado a movimientos sociales, políticos y religiosos, al igual que a las ideologías que la acompañan… Y los ha convertido en caricaturas de ellos mismos… Esto ocurrió como resultado de… la participación de agentes patológicos en un proceso patodinámico similar. Esto explica por qué todas las patocracias del mundo son, o han sido, tan similares en sus propiedades esenciales.
Lobaczewski, Andzrej M. Ponerología política: una ciencia de la naturaleza del mal, ajustada a propósitos políticos

## Psicopatía y psicoanálisis
Según los principales exponentes de la teoría psicoanalítica, la persona psicópata lo es porque carece de superyó o, en todo caso, si poseyera un superyó, el superyó que habría internalizado en su más temprana infancia, es también psicopático o directamente sociópata.
El psicoanálisis de cuño lacaniano parece llegar a sugerir que (si no siempre, muchas veces), una personalidad psicópata es un tipo de trastorno límite de la personalidad en la cual el sujeto psicópata puede estar fuera del clivaje de la Ley, aunque sus conductas actuadoras y manipuladoras pudieran ser parte de un sinthome.

## Neurología y psicopatía
Actualmente se ha desarrollado un escáner que lee la zona del cerebro que contiene nuestras intenciones, antes de realizarlas, y se baraja la posibilidad de usarla en un futuro para descubrir nuevos casos de psicopatías. Este escáner o tomografía por emisión de positrones (PET en sus siglas en inglés), permite leer la actividad del cerebro ante determinados estímulos.
Los niños con rasgos psicópatas mostraron respuestas anormales dentro de la corteza prefrontal ventromedial (área de Brodmann) durante errores de retracción castigados, en comparación con niños con trastorno por déficit de atención con hiperactividad y con los niños que no padecen ninguna de las anteriores (niños sin discapacidad). De acuerdo a nuestro conocimiento, este estudio proporciona la primera evidencia de la sensibilidad de la corteza prefrontal ventromedial anormal en niños con rasgos psicópatas, y demuestra que esta disfunción no es atribuible al trastorno de déficit de atención comorbido/hiperactividad. Estos resultados sugieren que los daños en el aprendizaje de retractación en pacientes con rasgos psicopáticos de desarrollo están relacionados con el procesamiento anormal de la información de refuerzo
Los psicópatas muestran menos actividad en áreas del cerebro relacionadas con la evaluación de las emociones vinculadas a las expresiones faciales, según señala el estudio publicado en la revista British Journal of Psychiatry. En particular, son menos receptivos a los rostros que expresaban temor, que las personas que no sufren trastornos ni comportamientos anormales. Según los expertos, esto puede explicar ―al menos parcialmente― la conducta psicópata.
En agosto de 2009, Declan Murphy, Michael Craig y Marco Catani, del Instituto de Psiquiatría del King's College de Londres, encontraron que los psicópatas tienen conexiones defectuosas entre la parte del cerebro que lidia con las emociones, y la que maneja los impulsos y la toma de decisiones.
Según el experto Hugo Marietán, un psicópata no debe considerarse un enfermo, sino un ser anormal con una estructura mental diferente a la norma del resto de la sociedad, e incapaz de adaptar su conducta.

## Psicopatía y violencia doméstica
Es posible establecer una relación específica entre este tipo de violencia y la psicopatía, lo que influye directamente en las formas de tratamiento y reinserción social de los agresores, estén o no encarcelados. En los años noventa, el psicólogo Robert D. Hare (1934-) desarrolló una investigación utilizando un instrumento creado por él llamado PCL-R (psychopathy checklist-revised: ‘lista revisada de verificación de la psicopatía’), en el que lo aplicó a un grupo de hombres que participaban, voluntariamente o por orden judicial, en programas de tratamiento para agresores de esposas.
La creación de un método preciso era necesaria debido a la dificultad de identificación de los sujetos con psicopatía, considerando que se trata de un trastorno poco evidente en la mayoría de los casos, en los que los sujetos presentan conductas consideradas socialmente normales.
Al final de la investigación, los resultados mostraron que el 25% de los participantes eran psicópatas, lo que le hizo creer que el porcentaje era probablemente similar al de los demás agresores, que no estaban en tratamiento.

## Tratamiento del psicópata
Son difíciles de tratar debido a su personalidad y a la gran capacidad de manipulación que poseen, además de que su motivación es escasa.
Las diferentes investigaciones han demostrado que el tratamiento es más eficaz cuando se trata de jóvenes que aún no han desarrollado de forma sólida la personalidad psicopática, especialmente si son psicópatas secundarios en vez de primarios.
Actualmente, existen programas de tratamiento de delincuentes juveniles con una puntuación alta en psicopatía que presentan resultados favorables.
El tratamiento farmacológico se centra en un síntoma concreto (por ejemplo, litio si el sujeto es muy agresivo) y el único fin es que los sujetos sean más dóciles en la terapia, es decir, es algo temporal.
La terapia conductual demuestra que responden mejor al refuerzo positivo (especialmente si es monetario), que al negativo.
La terapia familiar e interpersonal se centra en las relaciones con los demás. Los estilos educativos con un uso excesivo del castigo pueden provocar síntomas predecesores de la psicopatía. La psicóloga española María Laura López Romero, autora de esta teoría, añade que la investigación se vea influenciada por la herencia de los padres y que el uso excesivo del castigo se puede deber a una necesidad de los padres de imponer su autoridad debido al comportamiento del hijo.
Tras analizar las diferentes investigaciones, se puede argumentar que se produce una mejora tras la intervención cuando:
- Los sujetos son menores de 30.
- La eficacia disminuye conforme aumenta la edad del sujeto.
- El tratamiento se prolonga en el tiempo.
- Los sujetos son delincuentes.
- La puntuación en psicopatía es baja.
- La aplicación se realizaba en contextos penitenciarios y residenciales.

Aun así, los estudios son escasos, por lo que las conclusiones no son claras.[cita requerida]

## Psicopatía en cárceles

### Conducta penitenciaria y reincidencia
En cuanto a la relación entre las enfermedades mentales y la conducta delictiva en prisión, cabe señalar que la conducta de los psicópatas penados varía según tengan antecedentes penales claros o si, por el contrario, son psicópatas bien educados.
Los delincuentes psicópatas reciben más libertad condicional, sentencias incumplidas y penas de prisión violentas que otros delincuentes. Estos datos demuestran la validez de los diagnósticos de enfermedades mentales en los sistemas judiciales y penitenciarios.
También se habla de enfermos mentales «asintomáticos» o «exitosos» que se comportan bien en prisión, mantienen relaciones cordiales y pueden participar en programas de rehabilitación.
Sin embargo, ciertos programas de rehabilitación para enfermos mentales, en un principio, pueden ayudar al cambio de conducta, pero en realidad controlan estos comportamientos y pueden enseñar estrategias de manipulación que aumentan la probabilidad de reincidencia violenta.

### Conducta pospenitenciaria: riesgo de peligrosidad y reincidencia
La PCL-R (psychopathy checklist-revised: ‘lista revisada de verificación de la psicopatía’) es una herramienta de evaluación de la psicopatía que predice el comportamiento delictivo y que ha demostrado ser útil en la toma de decisiones judiciales.
Particularmente, demostró valor predictivo de la probabilidad de reincidencia en delitos violentos tanto entre hombres en libertad condicional como entre pacientes psiquiátricos hospitalizados.
Las investigaciones han demostrado que los síntomas psicóticos predicen el riesgo de comportamiento violento incluso en personas con trastornos mentales graves.
Por ejemplo, los estudios han demostrado que las personas clasificadas como psicópatas tienen tres veces más probabilidades de cometer un asesinato y cuatro veces más probabilidades de cometer un delito violento durante el primer año después de su liberación que las personas que no están clasificadas como psicópatas.
La psicopatía es muy común en ciertos grupos de delincuentes sexuales, como los pedófilos y los violadores.
La combinación de psicosis y excitación sexual anormal es un fuerte predictor de recaída.
Un diagnóstico de psicosis, utilizando el PCL-R, se asocia con un mayor riesgo de comportamiento criminal y violento entre los hombres encarcelados. En general, los psicópatas tienen una tasa de reincidencia más alta que otros criminales, se les revoca la libertad condicional y cometen delitos violentos y generales. Además, la precisión predictiva del diagnóstico de psicopatía PCL-R para la reincidencia violenta supera la de los predictores en ámbitos como la educación o la medicina.